# Tornado – Tödlicher Sog
Tornado – Tödlicher Sog (Nature Unleashed: Tornado) ist ein kanadischer Mystery-Action-Thriller aus dem Jahr 2004. Die Hauptrolle verkörperte Daniel Bernhardt. Regie führte Alain Jakubowicz.

## Handlung
Die Familie Barnaby gerät in einen Tornado, wobei der Vater stirbt. Dreißig Jahre später ist der Sohn Josh Kameramann. Sein Boss Ernie schickt ihn und seine Kollegin Nickie nach Rumänien um über die erste Weltkonferenz der Roma und Sinti zu berichten. Die schöne Zigeunerin Irena liest die Karten für Josh und erkennt düstere Zeichen. Ihr Volk wird von einem vorhergesagten wiederkehrenden Tornado, dem Meta Tempesta, bedroht, den ein Satanskult in geheimnisvollen Zeremonien heraufbeschwört. Die beiden Journalisten stellen Nachforschungen an, um den Vorgängen auf die Spur zu kommen. Ein Minister, der vorgibt ein Wohltäter der Roma und Sinti zu sein, erweist sich als Adrian, der Anführer der okkulten Bruderschaft. Die Zigeuner bringen sich vor dem todbringenden Sturm vorerst in einem Tunnel in Sicherheit. Josh ist durch das Amulett, das er von seinem Vater erhalten hat, der Auserwählte, deshalb kann nur er die Zigeuner retten. Er stellt sich Adrian in einem entscheidenden Kampf. Schließlich wird dieser vom Wirbelsturm hinweggetragen, und seine Anhänger werden ebenfalls getötet. Damit ist das tobende Unwetter beendet, und Josh übergibt Irena das Amulett, das eigentlich ihrem Volk gehört und sie in Zukunft vor Tornados beschützen soll.

## Kritiken
- Das Lexikon des internationalen Films beschrieb den Film als „Katastrophen-Zinnober mit Anleihen beim Fantastischen und einem Mix aus abgestandenen Genreelementen.“[2]
- TV Spielfilm beschreibt den Film als „Mysterymumpitz“, der einem die Schuhe auszieht. Für die Schauspieler wurde symbolisch „'ne glatte 6!“ vergeben. Das Fazit lautete: „Fauler Zauber und lachhafte Tricks“[3]

## Hintergrundinformationen
Der Film wurde im Jahr 2003 in Rumänien gedreht.